# Anemonenähnliche Paraquilegia
Die Anemonenähnliche Paraquilegia (Paraquilegia anemonoides) ist eine Pflanzenart aus der Familie der Hahnenfußgewächse (Ranunculaceae).

## Merkmale
Die Anemonenähnliche Paraquilegia ist eine ausdauernde, krautige Pflanze, die Wuchshöhen bis 25 Zentimeter erreicht. Blütenstängel und Blätter sind kahl. Die Blüten sind zweifach dreizählig. Der Blütenstiel ist 5 bis 14 Millimeter lang und kahl. Die Blütenhüllblätter messen 13 Millimeter × 8 Millimeter, sie sind kahl und breit bis verkehrteiförmig und bläulich bis purpurn gefärbt. Die Staubfäden sind 3 bis 8 Millimeter lang, die Antheren sind etwa 1 Millimeter lang. Es sind vier oder fünf Fruchtblätter vorhanden. Die Samen sind runzelig.
Die Blütezeit reicht von Juni bis Juli.

## Vorkommen
Die Anemonenähnliche Paraquilegia kommt im Iran, Afghanistan, Pakistan, Pamir-Alai, Tian-Schan, Bhutan, Kaschmir sowie im nördlichen Gansu, in Ningxia, im nördlichen Qinghai, in Xinjiang und im westlichen Tibet auf alpinen Matten, Felsen und Felsfugen in Höhenlagen von 2600 bis 3400 Meter vor.

## Taxonomie
Synonyme für Paraquilegia anemonoides (Willd.) Ulbrich sind: Aquilegia anemonoides Willd., Paraquilegia grandiflora (Fischer ex de Candolle) J. R. Drummond & Hutchinson.

## Nutzung
Die Anemonenähnliche Paraquilegia wird selten als Zierpflanze in Steingärten und Alpinhäusern genutzt.